# Tregadillett
Tregadillett – wieś w Anglii, w hrabstwie Kornwalii, w dystrykcie (unitary authority) Kornwalia. Leży 4 km od miasta Launceston. W 2018 miejscowość liczyła 533 mieszkańców.